# Monika Beisner
Monika Beisner (* 1942 in Hamburg) ist eine deutsche Künstlerin und Buchillustratorin.

## Leben
Monika Beisner studierte Malerei an der Hochschule für Bildende Künste Braunschweig (HBK) und – mit einem Stipendium des DAAD – an der Slade School of Fine Art, London sowie an der Hochschule der Künste (HDK), Berlin. Ein Fulbright-Stipendium ermöglichte ihr einen Studienaufenthalt in New York. Seit 1970 lebt sie als freie Künstlerin in London, Ratzeburg und auf Gozo (Malta).

## Werke
Beisner wurde bekannt als Illustratorin zahlreicher bibliophiler Kinderbücher, die u. a. in Dänemark, England, Finnland, Frankreich, Italien, Korea, Japan, Spanien und den USA erschienen. Sie faszinierten Kinder und Erwachsene gleichermaßen – zum Teil bis heute. Ihre Bücher The Heavenly Zoo (1979) und Fabulous Beasts (1981) entstanden in Zusammenarbeit mit der US-amerikanischen Schriftstellerin und Pulitzer-Preisträgerin Alison Lurie. Beisners 1973 erstmals auf Englisch (bei Abelard-Schumann, London) erschienenes Buch Fantastic Toys (Deutsch: Wunderlicher Spielzeug-Katalog, 1973) wurde Anfang 2019 von der New York Review Books ausgewählt und in The New York Review Children’s Collection wieder aufgelegt.
In einem Interview mit dem Harvard-Professor Stephen bzw. Stephanie Burt, Anglist und Transgenderaktivist, in The Paris Review hat die 1973 in Deutschland geborene, aber in England aufgewachsene US-amerikanische Dichterin und Schriftstellerin Matthea Harvey Beisners Fantastic Toys im September 2014 als früheste Inspiration für ihre eigene künstlerische Entwicklung bezeichnet. Gefragt, welches Buch man lesen solle, um Harveys lyrisches Werk zu verstehen, antwortete sie: „Fantastic Toys, von Monika Beisner. Ein Buch, das ich als Kind immer wieder gelesen habe. Es bietet Wunder wie einen beheizten Schafschlitten und geflügelte Springstiefel. Vor vier Jahren entdeckte ich den Grund, warum wir dieses magische Buch hatten - meine Mutter war mit Monika auf die Grundschule gegangen. Für mich war es, als wäre sie mit Marilyn Monroe zur Schule gegangen und hätte es nie erwähnt.“ („Fantastic Toys, by Monika Beisner. A book I read over and over again as a child. It features such wonders as a heated sheep toboggan and winged jumping boots. Four years ago, I discovered the reason we had that magical book - my mother had gone to elementary school with Monika. For me, it was as if she’d gone to school with Marilyn Monroe and never mentioned it.“)
Beisners künstlerisches Hauptwerk ist die akribische Illustration aller 100 Gesänge (Cantos) der Göttlichen Komödie des italienischen Dichters Dante Alighieri, die sie von 1992 bis 1998 anfertigte. Schon Botticelli, William Blake, Gustave Doré und Salvador Dalí haben die Göttliche Komödie illustriert, aber Beisner ist die erste Frau, die sich der Illustration dieses bedeutenden Werks der Weltliteratur angenommen hat. Dabei hat sie Dantes 100 Gesänge detailreich und so wortgetreu wie möglich in Bilder übersetzt, gemalt mit Eitempera-Farben. Alle 100 Bilder befinden sich in der Dante-Sammlung des italienischen Sammlers Livio Ambrogio.
Die britische Schriftstellerin und Kulturhistorikerin Marina Warner schrieb 2007 über Beisners Dante-Bilder: „Für die hundert Miniaturen benötigte sie sieben Jahre, und diese Leistung ist umwerfend. Der vorliegende Band reproduziert ihre Arbeit in voller Größe, .... ohne sichtbare Striche oder Linien, sondern als reines Leuchten von dichter Farbe, aufgetragen mit kleinsten Pinseln, die aus einem halben Dutzend Zobelhaaren bestehen. ... Monika Beisner ist Dantes Text treu geblieben, indem sie Geste und Position wie im Gedicht beschrieben wiedergibt sowie seine unübertroffene Präzision der räumlichen, geographischen und zeitlichen Koordinaten.“ („The hundred miniatures took her seven years to complete and the achievement is dazzling. The present volume reproduces her work full-size, … with no strokes or drawing visible, but a pure glow of dense color, applied with brushes so small they consist of a half-dozen sable hairs. … Monika Beisner has been scrupulously loyal to Dante’s text, rendering gesture and position as described in the poem as well as its unsurpassed precision of spatial, geographical and temporal coordinates.“) Anlässlich der Verleihung der Ehrendoktorwürde der Universität Malta (University of Malta) an den italienischen Schauspieler und Dante-Kenner Roberto Benigni am 21. April 2008 zeigte das Italienische Kulturinstitut (Istituto Italiano di Cultura) in Valletta vom 21. April bis zum 8. Mai 2008 eine Ausstellung von Beisners Dante-Illustrationen, die in Gegenwart Benignis und der Künstlerin eröffnet wurde.
Nach Vollendung ihrer Illustration der Göttlichen Komödie wandte sich Beisner Ovids Metamorphosen zu. Anschließend illustrierte sie das Gilgamesch-Epos. Seit 2021 nutzt der kanadische Musiker Peter Pringle, weltweit bekannt durch seine YouTube-Aufführungen antiker Epen und Gedichte, Beisners Gilgamesch-Illustrationen für seine gesangliche Darbietung der ersten Tafel des Gilgamesch-Epos. Eine Künstlermonografie über Beisner erschien 2021 unter dem Titel Forest of Things: Monika Beisner - Conversations with Robert Bush. Das Buch kann bezogen werden über den Verlag Moonlight Publishing, UK.

### Künstlermonografie
- Forest of Things: Monika Beisner - Conversations with Robert Bush. Hoop Editions, 2021, ISBN 978-1-3999-0114-7.

### Dantes „Göttliche Komödie“
- Dante Alighieri: Die Göttliche Komödie. 3 Bände Deutsch von Karl Vossler. Mit farbigen Illustrationen von Monika Beisner. 2. Auflage. Faber & Faber, Leipzig 2002, ISBN 3-932545-66-4.
- Dante Alighieri: Die Göttliche Komödie. 3 Bände Deutsch von Karl Vossler. Mit farbigen Illustrationen von Monika Beisner. Vorzugsausgabe mit drei Halbpergamentbänden im Halbpergamentschuber. Faber & Faber, Leipzig 2002, ISBN 3-932545-78-8.
- Dante Alighieri: Commedia. Edizione Privata. Illustrata da Monika Beisner. Stamperia Valdonega, Verona 2005.
- Dante Alighieri: Comedy. Inferno, Purgatorio, Paradiso. Translated by Robert and Jean Hollander, illustrated by Monika Beisner. Edizioni Valdonega, Verona 2007.

### Ovids „Metamorphosen“
- Metamorphoses. A Portfolio of 36 Giclée Prints Printed by Pratt Contemporary, England 2010.

### Kinderbücher
- The Thumbtown Toad. Prentice Hall, USA 1971, ISBN 0-13-920603-5.
- Fantastic Toys. Abelard-Schumann, London 1973, ISBN 0-200-72098-8.
- Wunderlicher Spielzeug-Katalog. Broschek, Hamburg 1973, ISBN 3-87102-044-3.
- Fantastic Toys. Follet, Chicago 1975, ISBN 0-695-40504-7.
- Die Geburtstagsreise. Insel, Frankfurt am Main 1976, ISBN 3-458-05758-7.
- Ramses in Rio Moto. J.M. Dent, London 1977, ISBN 0-460-06850-4.
- Das Adressbuch für Kinder. Insel, Frankfurt am Main 1977, ISBN 3-458-31994-8.
- An Address Book with riddles, rhymes, tales and tongue-twisters. Eel Pie Publishing, London 1978, ISBN 0-906008-43-3.
- Le livre de tous mes amis. Mon premier carnet d'adresses. Ausgewählte Gedichte von Jean Georges. Gallimard, Paris 1978.
- Das Stern Bilderbuch. Mit Bildern und alten Legenden. Ein Insel-Bilderbuch. Insel, Frankfurt am Main 1979, ISBN 3-458-05675-0.
- A Folding Alphabet Book. Farrar Straus Giroux, New York 1979, ISBN 0-374-32420-4.
- The Heavenly Zoo. Texte von Alison Lurie. Farrar Straus Giroux, New York 1979, ISBN 0-529-05593-7.
- Fabulous Beasts. Texte von Alison Lurie. Jonathan Cape, London 1981, ISBN 0-224-01971-6.
- Book of Riddles. Jonathan Cape, London 1983, ISBN 0-224-02091-9.
- Secret Spells and Curious Charms. Jonathan Cape, London 1985, ISBN 0-224-02282-2.
- Verkehrte Welt. Ein Insel-Bilderbuch. Insel, Frankfurt am Main 1987, ISBN 3-458-14604-0.
- Catch that Cat. Faber and Faber, London 1990, ISBN 0-571-14170-6.
- El mundo a revés. Lumen, Barcelona 1991, ISBN 84-264-3647-1.
- Von fliegenden und sprechenden Bäumen. Alte und neue Baummärchen. Carl Hanser, München/Wien 1994, ISBN 3-446-16377-8.
- Goldblatt und Silberwurzel. Alte und neue Baummärchen aus aller Welt. Sanssouci, Zürich 1998, ISBN 3-7254-1129-8.
- Les cent plus belles devinettes. Gallimard, Paris 1999, ISBN 2-07-056192-5.
- Fantastic Toys. A Catalogue. The New York Review Children’s Collection, New York 2019, ISBN 978-1-68137-311-9.
- Das Sternbilderbuch. Insel-Bücherei Nr. 1519, Insel, Berlin 2022, ISBN 978-3-458-19519-1.

## Ausstellungen
- 2023: Art Space Gallery, London, Großbritannien, Monika Beisner - Forest of Things, Paintings and Drawings, 20. Januar – 3. März 2023[9]
- 2022: Italienisches Kulturinstitut (Italian Cultural Institute), London, Großbritannien, Dante ipermoderno. Illustrazioni dantesche nel mondo, 1983-2020, 4. März – 7. April 2022[10]
- 2021/2022: Ashmolean Museum, Oxford, Großbritannien, Dante, the Invention of Celebrity, 17. September 2021 – 9. Januar 2022[11]
- 2021: Bibliotheks- und Nationalbibliothek Turin (Biblioteca Nazionale Universitaria di Torino), Turin, Italien Dante alla Biblioteca Nazionale (alle 100 Originale aus der Dante-Sammlung von Livio Ambrogio), 21. September – 10. Oktober 2021[12]
- 2015: Chapel, Trinity College Dublin, Irland, Begleitausstellung zum Marathon Reading of Dante’s ‘Divine Comedy’, 11. Dezember 2015[13][14]
- 2014: A. Paul Weber-Museum, Ratzeburg, Illustrationen zu Ovid und Dante, 5. September – 7. Dezember 2014[15]
- 2012: Kulturzentrum am Münster, Konstanz, Das irdische Jenseits, Monika Beisners Dante-Illustrationen und ihre Druckgraphikmappe zu Ovids Metamorphosen, 13. Oktober – 11. November 2012.[16]
- 2011: Palazzo Incontro, Rom, Italien, Dante a Palazzo Incontro. Il sorriso in folio della Commedia, 21. Juni – 31. Juli 2011.[17][18]
- 2008: Italienisches Kulturinstitut (Istituto Italiano di Cultura), Valletta, Malta, The Divine Comedy Illustrated, 21. April – 8. Mai 2008[19] aus Anlass der Verleihung der Ehrendoktorwürde der Universität Malta an den italienischen Schauspieler und Dante-Kenner Roberto Benigni am 21. April 2008.[20]
- 2006: Bibliothek der Universität Cambridge, Cambridge, Großbritannien, 17. Januar – 1. Juli 2006[3]
- 2006 Hishio Center for Cultural Exchange der Stadt Katsuyama, Präfektur Okayama, Japan, An Exhibition of Original Illustrations by Monika Beisner, 29. April – 15. Mai 2006.[21]
- 2003: Bibliotheca Wittockiana, Brüssel, Belgien, 5. Oktober 2003 – 10. Januar 2004.
- 2002: Science Museum, London, Großbritannien, 14. Oktober 2002 – 16. Februar 2003[22]
- 1995: Bibliothek der Universität Konstanz, 12. Juni – 15. Juli 1995.